# 北原みのり
北原 みのり（きたはら みのり、1970年〈昭和45年〉11月24日 - ）は、日本の著作家、フェミニスト、社会活動家、実業家。自身の会社アジュマで、シスターフッド出版社「アジュマブックス」や、女性のためのセックスグッズ（フェムケアグッズ）ショップ「ラブピースクラブ」を運営。性暴力の根絶を訴える「フラワーデモ」の呼びかけ人。「希望のたね基金」理事。
『奥様は愛国』『毒婦。』『性と国家』『日本のフェミニズム』など、フェミニズム、ジェンダーに関する著書多数。

## 経歴
- 1970年、神奈川県生まれ[8]。3歳まで横浜市鶴見区で育ち、その後は千葉県に転居した[8]。津田塾大学学芸学部国際関係学科を卒業後に日本女子大学大学院で教育心理学を専攻し、性教育をテーマに研究[8][9]。中途退学し、出版社でのアルバイト、雑誌編集やフリーライター職などを経験[8]。
- 1995年、友人とともにホームページ製作会社を設立[8]。
- 1996年、女性の性についての情報を発信するネットサイト『ラブピースクラブ』を開設し、フェミニズムの視点で女性向けのセックスグッズ（フェムケアグッズ）を扱うショップを立ち上げた[6][9]。セックストイや生理用品、避妊用品を取り扱う[10][11]。これは日本で初めて女性だけで運営をするセックスグッズショップだった[8][10]。2019年には大丸梅田に（2022年閉店）[12]、2021年にはラフォーレ原宿に常設店をオープンした[13][11]。
- 2003年頃、痴漢冤罪被害者の会「痴漢えん罪被害者ネットワーク」を立ち上げた代表の男性と講談会などをする。なお、同年7月に、その代表の男性が電車内で盗撮をし再び逮捕される。2010年11月現在、その男性の顔は今も忘れられないと述べている[14][15]。
- 2006年、1996年よりレズビアンとバイセクシャルの為の商業誌『アニース（anise）』にて掲載されていた天宮沙江の漫画『プリカちゃん』の映画化をプロデュースした[16][17]。
- 2013年から、のりこえねっと（ヘイトスピーチとレイシズムを乗り越える国際ネットワーク）の共同代表[18][19][20]。在日韓国・朝鮮人や、女性、障害者、性的少数者など社会的少数派への差別・暴力に対峙するだけでなく、すべての人間が持つ普遍的な尊厳と人権を擁護する活動を行う[18][19]。

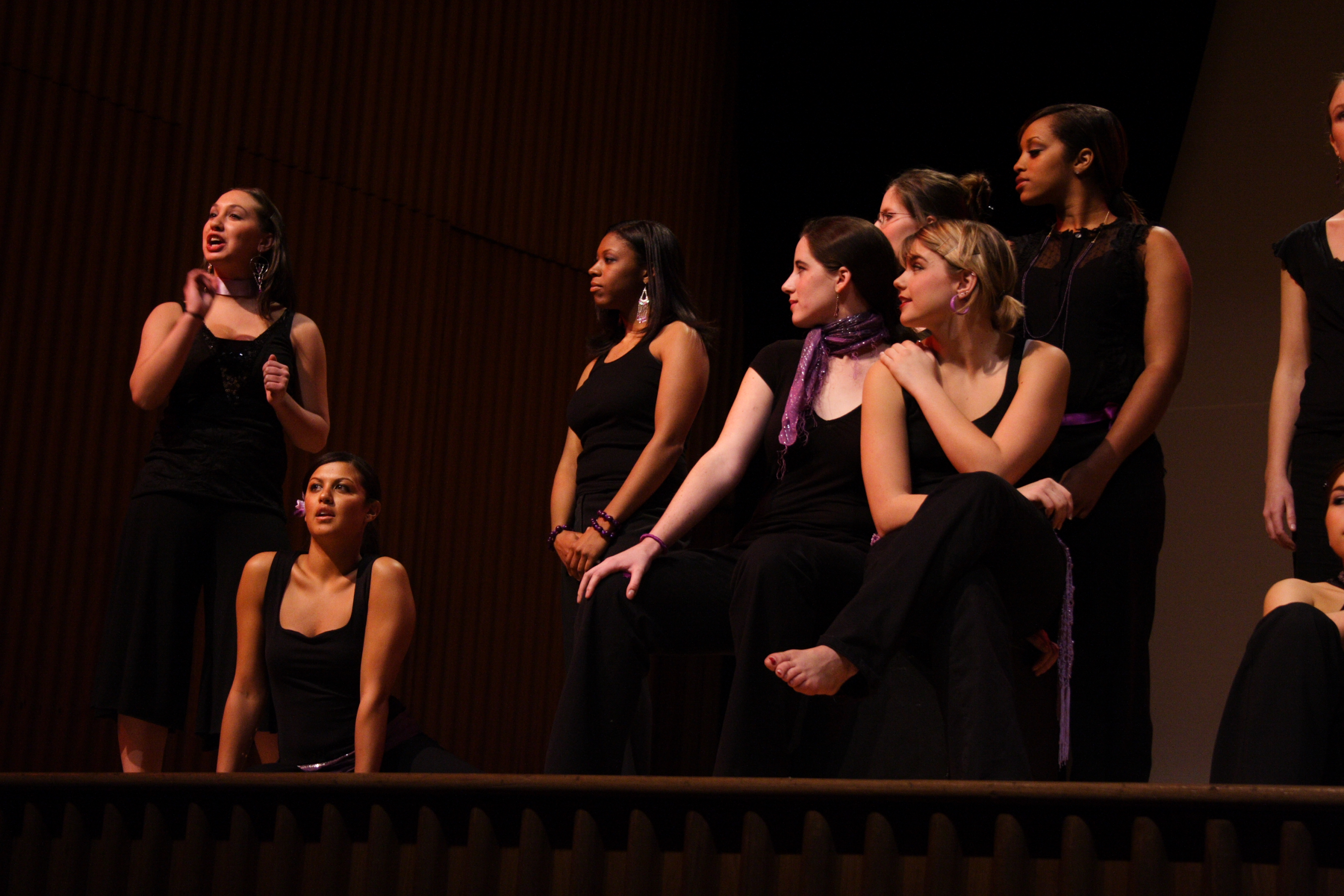
ヴァギナ・モノローグス（タフツ大学の公演）

- 2014年・2016年・2018年の3回、V-DAY期間に行われる朗読劇『ヴァギナ・モノローグス』に俳優の木内みどりらと出演した[21][22]。これは、全員無報酬で参加するチャリティ公演であり、収益は性暴力根絶のために働くNPOや団体に寄付される[23][24][25]。
- 2014年12月3日、北原のセックスグッズショップで、ろくでなし子の女性器を型どった石膏にデコレーションを施したアート作品を展示していたことにより、わいせつ物公然陳列の疑いで警視庁に逮捕された[26][27][28]。検察は同月24日に北原をわいせつ物陳列罪で略式起訴し、裁判所は罰金30万円の略式命令を出した[29][30]。北原は、留置場に数日間勾留され、その経験を月刊『創』2015年5・6月号で次のように語っている「私が理不尽に感じたのは、警察に対してだけでなく、警察発表のままに報じるマスコミや、私とろくでなし子さんを同一化してまつりあげる人たちや、『性器はわいせつじゃない』と言わなければいけない状況とか、（ろくでなし子の）再逮捕を招いた闘い方とか……色々なことに対してで、考えれば考えるほど辛かった」[31]。
- 2017年から2022年まで、PAPS（ポルノ被害と性暴力を考える会）の理事として、AV出演強要やリベンジポルノなどの被害を訴える女性たちを支援してきた[2][32][33][34]。2022年に成立したAV新法（AV出演被害防止・救済法）については、「国が性交を契約上の業務として認める初めての法律」と反対した[35][36]。北原は、「AV出演被害は契約がしっかりしているからこそ、被害を訴えられない現実がある」と訴えている[35][37]。
- 2017年、慰安婦問題日韓合意に反対する一般社団法人「希望のたね基金」の理事に就任した[5][6]。

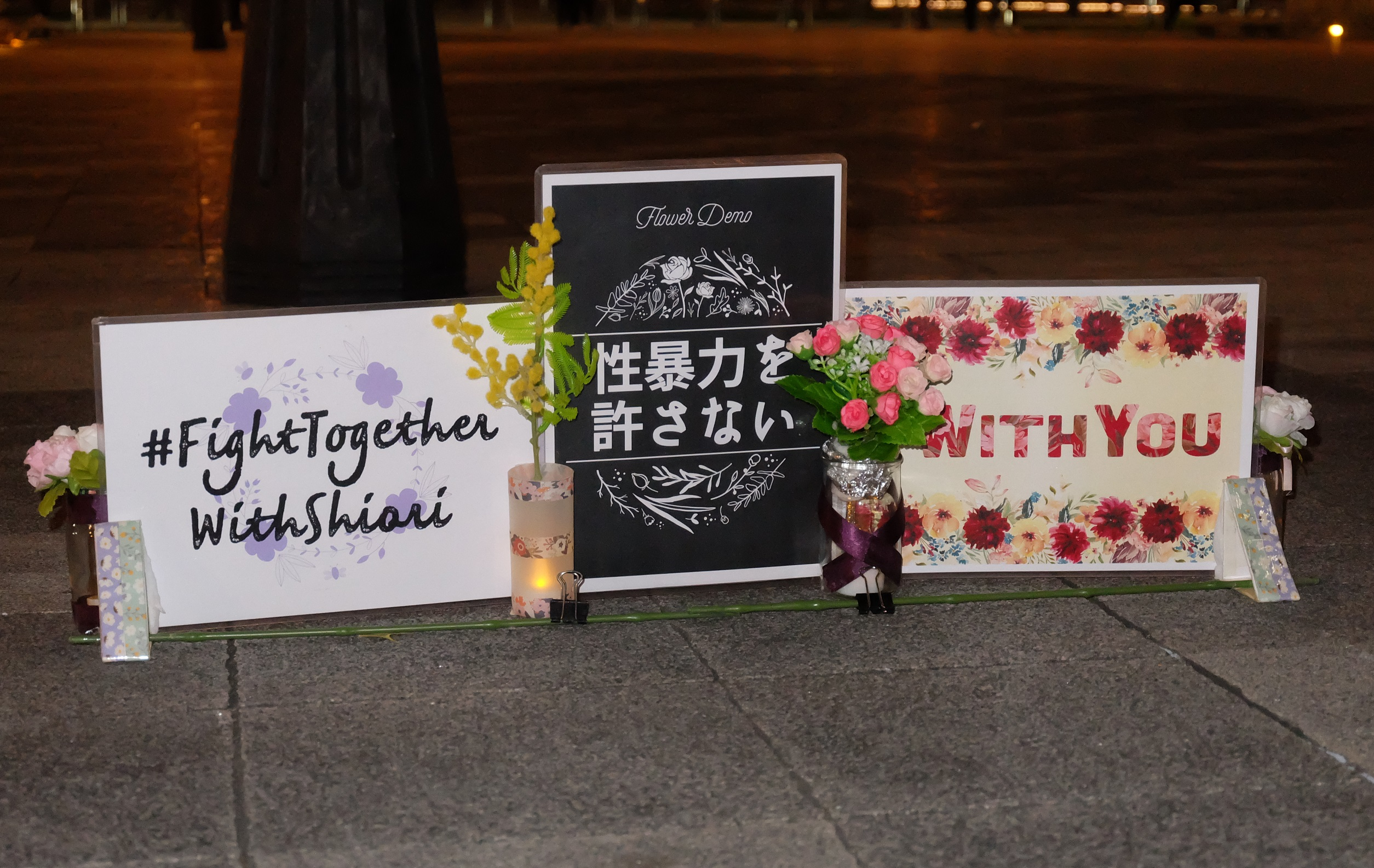
フラワーデモ東京の参加者が作ったメッセージボード

- 2019年、3月に相次いだ性犯罪の無罪判決を受けて、性暴力の根絶を求める「フラワーデモ」を呼びかけた[2][5][4]。フラワーデモは2023年現在も毎月11日に日本各地で行われている[38][39][40]。
- 2021年、絶版になったフェミニズム古典や、性に関する本などを扱う出版社「アジュマブックス」を始めた[1][41]。2023年3月までに、韓国人女性の自伝『道一つ越えたら崖っぷち』など、10冊以上を出版している[1][42][43]。
- 2023年現在、雑誌 『AERA』（朝日新聞社）に記事を連載している[44]。また、『週刊金曜日』の書評委員も務めている[45]。

## 見解

### 性売買について

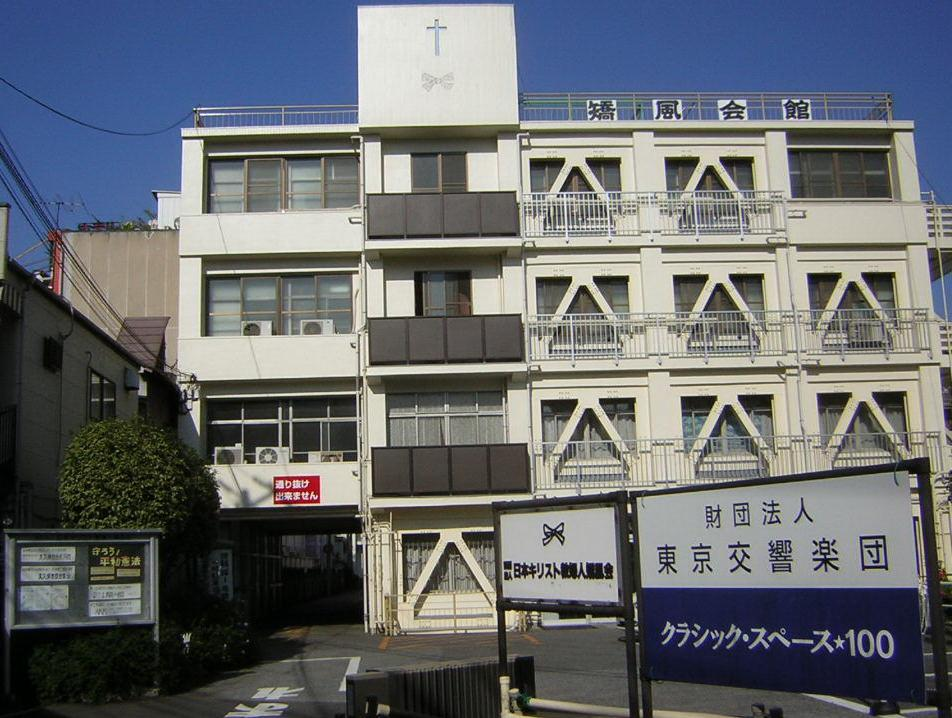
矯風会

- 1886年に設立された矯風会（日本キリスト教婦人矯風会）が実践した、シスターフッドをベースにするフェミニズムを評価し、「元祖#MeToo」と位置付けている[46][47][48]。矯風会は、公娼制度の廃止を求め、自身も性暴力を受けた人たちが、同じ姉妹として性売買に関わる女性たちを支援する運動を行ってきた[46][48][49]。
- 性産業については「性搾取」「性暴力」として、そこで起きている差別や被害、性産業を支えている歴史や文化を考えなければいけないとしている[35][1][50][49]。北原自身は、女性が主体的に性を楽しめる社会にするために仕事をしてきており、25年以上セックストイを販売し、風俗現場やAV女優を取材し、取材を兼ねて買う側を体験し、わいせつ物陳列罪の疑いで逮捕もされている[1][46][51][48][49]。だからこそ、「性を仕事にする者を差別するな」と言うが、「性の売買を普通の労働として認めるべき」とは言えないのだという[1][49]。その理由には「男女間の経済格差」など「性産業を支える、社会の性差別構造」や「妊娠の恐怖」「性感染症のリスク」「筋力差・体格差による暴力の恐怖から逃れるのは難しいこと」「当たり前に女性の性の商品化がされてること」「買う側の男性の需要の本質が見えないこと」「『性の自己決定』『自己責任』を巧妙に利用して、人を食い物にしていること」などをあげている[1][50][48][49][52][53]。

### 萌えキャラについて
アニメなどに登場する「萌えキャラ」について、幼さとエロさを併せ持ち、自分の性的魅力に無自覚で他者の性欲に寛容であり、しばしば「女子高生」といったモノ化された女性の記号として表象されていると指摘している。また、萌えキャラの描写については、「骨格や筋肉など人間の身体としての合理性ではなく、『見たいものを見たいように描く説得力』が重視され、乳房や股間の形が分かるように服のシワや影を入念に描き、不自然な角度で足首や腰、頭を曲げるなど、欲情を喚起する独特の“文法”がある」と述べている。さらに、萌えキャラの表現は性差別的な文化を背景としているとし、企業や官公庁による萌えキャラの採用について、萌えキャラを重宝し濫用する男社会に多くの大人の女性が不快感や戸惑いを抱いていると述べている。

## 著書

### 単著
- 『はちみつバイブレーション』河出書房新社、1998年11月。ISBN 4-309-01249-3。
- 『男はときどきいればいい 愛とセックスのレシピ』〈祥伝社文庫〉1999年。ISBN 4-396-31122-2。
- 『フェミの嫌われ方』新水社、2000年。ISBN 4-88385-015-3。
- 『オンナ泣き』晶文社、2001年。ISBN 4-7949-6483-8。
- 『ブスの開き直り』新水社、2004年。ISBN 4-88385-067-6。
- 『アンアンのセックスできれいになれた？』朝日新聞出版、2011年。ISBN 978-4-02-250807-2。
- 『毒婦。 木嶋佳苗100日裁判傍聴記』朝日新聞出版、2012年。ISBN 978-4-02-331081-0。
- 『さよなら、韓流』河出書房新社、2013年。ISBN 978-4-309-02160-7。
- 『メロスのようには走らない。女の友情論』ベストセラーズ 2014年
- 『佐藤優対談収録完全版　木嶋佳苗100日裁判傍聴記』講談社、2017年9月13日。ISBN 978-4062937726。
- 『日本のフェミニズム  since1886  性の戦い編』河出書房新社、2017年12月20日。ISBN 978-4309248370。

### 共著
- 蔦森樹、長崎満、池上正樹、北原みのり、石橋英子『なぜ女は男をみると痴漢だと思うのかなぜ男は女の不快感がわからないのか: 痴漢大論争!』ビーケイシー、2003年6月1日、206頁。ISBN 978-4939051227。
- 小田洋美、北原みのり、早乙女智子、宗像道子『ガールズセックス』共同通信社、2003年9月1日。ISBN 978-4764105287。
- 上野千鶴子、信田さよ子、北原みのり『毒婦たち: 東電OLと木嶋佳苗のあいだ』河出書房新社、2013年10月25日。ISBN 978-4309246345。
- 北原みのり、朴順梨『奥さまは愛国』河出書房新社、2014年2月26日。ISBN 978-4309246499。[57]
- 石井ポンペ・宇都宮健児・河野義行・佐高信・鈴木邦男・田中宏・田中優子・知花一昌・西田一美・村山富市・和田春樹・松岡徹・若森資朗・上野千鶴子・辛淑玉・北原みのり・前田朗・中沢けい 著、のりこえねっと:編 編『ヘイトスピーチってなに？ レイシズムってどんなこと？』七つ森書館、2014年4月23日。ISBN 978-4-8228-1400-7。[58]
- 木村元彦・清義明・安田浩一香山リカ・辛淑玉・野間易通・横山純・李信恵・北原みのり・小林健治・釈氏政昭 著、のりこえねっと:編 編『NOヘイト! カウンターでいこう!』七つ森書館、2015年10月28日。ISBN 978-4822815455。
- 北原みのり、佐藤優『性と国家』河出書房新社、2016年11月26日。ISBN 978-4309247854。
- 香山リカ、北原みのり『フェミニストとオタクはなぜ相性が悪いのか 「性の商品化」と「表現の自由」を再考する』イースト・プレス、2017年11月17日。ISBN 978-4781616124。
- 宮下紘、赤川次郎、石原燃、仁藤夢乃、北原みのり、西谷修 著、安世鴻、李春熙、岡本有佳 編『《自粛社会》をのりこえる : 「慰安婦」写真展中止事件と「表現の自由」』岩波書店〈岩波ブックレット〉、2017年9月6日。ISBN 9784002709734。CRID 1130282272234438016。[59]
- 北原みのり、宮本節子、笹本潤、岡恵、竹山明子、ヘオラギ／チャ・ウンハス／イ・ハンギ（訳イ・ジョンヒョ）、中里見博、キャロライン・ノーマ、金尻カズナ 著、ぱっぷす:編 編『ポルノ被害の声を聞く　デジタル性暴力と#MeToo』岩波書店、2022年5月17日。ISBN 9784000615310。

### 翻訳
- ユミ・スタインズ、メリッサ・カン、ジェニー・レイサム（イラスト） 著、北原みのり 訳『こんにちは！同意 誰かと親密になる前に知っておきたい大切なこと』集英社、2022年6月24日。ISBN 978-4083331701。

### 出版、アジュマブックス
- チョン・ミギョン、李美淑（監修）、北原みのり（解説） 著、大島史子 訳『ハヨンガ』ajuma books、2021年5月27日。ISBN 978-4-910276-00-7。
- イ・ギョンシン、北原みのり（解説） 著、梁澄子 訳『咲ききれなかった花』ajuma books、2021年5月31日。ISBN 978-4-910276-01-4。
- キム・インミョン他7名、李美淑（監修）、北原みのり（解説） 著、大島史子 訳『根のないフェミニズム フェミサイドに立ち向かったメガリアたち』ajuma books、2021年8月17日。ISBN 978-4-910276-02-1。
- ロビン・スティーブンソン、福田和子（解説）、北原みのり（監修） 著、塚原久美 訳『中絶がわかる本　MY BODY MY CHOICE』ajuma books、2021年9月6日。ISBN 978-4-910276-03-8。
- チョ・ナムジュほか25人、李美淑（監修）、北原みのり（解説） 著、大島史子 訳『いいから、あなたの話をしなよ』ajuma books、2021年9月6日。ISBN 978-4-910276-04-5。
- 石原燃『夢を見る』ajuma books、2022年1月18日。ISBN 978-4-910276-05-2。
- キム・ジナ、李美淑（監修）、北原みのり（解説） 著、大島史子 訳『薔薇はいいから議席をくれよ』ajuma books、2022年1月23日。ISBN 978-4-910276-06-9。
- ポムナル、李美淑（監修）、北原みのり（解説） 著、古橋綾 訳『道一つ越えたら崖っぷち』ajuma books、2022年1月23日。ISBN 978-4-910276-07-6。
- クレール・ガラロン、北原みのり（解説） 著、一十三十一 訳『にゃっ！』ajuma books、2022年6月4日。ISBN 978-4-910276-09-0。
- クレール・ガラロン（絵と文）、北原みのり（解説） 著、依布サラサ 訳『パパはどこ？』ajuma books、2022年8月4日。ISBN 978-4-910276-11-3。
- イ・ウネ、早乙女智子（医療監修）、沢部ひとみ（解説） 著、大島史子 訳『産婦人科#MeToo』ajuma books、2022年11月2日。ISBN 978-4-910276-14-4。
- 塚原久美、早乙女智子（医療監修）『中絶薬がわかる本』ajuma books、2023年1月28日。ISBN 978-4-910276-15-1。

## 出演

### ラジオ
- FM FUJI「おんなのひとのはなし~femvoice」（2022年10月2日 - 、日曜10:00 - 10:30）[60][61]
- FM FUJI「バイエルンから愛を込めて」（2023年4月2日 - 、日曜19:30 - 20:00、不定期出演）[62][63]